# Guntram Koch
Guntram Koch (* 23. Januar 1941 in Naumburg (Saale)) ist ein deutscher Christlicher Archäologe.
Nach dem Abitur am Ratsgymnasium in Hannover studierte Koch in Göttingen und Athen Klassische Archäologie, Christliche Archäologie und Byzantinische Kunstgeschichte sowie Klassische Philologie. 1970 wurde er in Göttingen in Klassischer Archäologie promoviert. 1970/71 erhielt er das Reisestipendium des Deutschen Archäologischen Instituts. Seit 1971 war er Assistent an der Christlich-archäologischen Abteilung der Theologischen Fakultät der Universität Göttingen, wo er sich 1977 für Christliche Archäologie und Byzantinische Kunstgeschichte habilitierte. Von 1981 bis zu seiner Pensionierung 2006 war er Professor für Christliche Archäologie und Byzantinische Kunstgeschichte an der Theologischen Fakultät der Universität Marburg.
Kochs Hauptforschungsgebiet bilden die Sarkophage der römischen Kaiserzeit, seit 1989 war er Mitherausgeber des Corpus der antiken Sarkophagreliefs. Hinzu kommen die frühchristlichen Sarkophage.

„Da gilt er heute als der profundeste Kenner. Die Standardwerke zum Thema stammen von ihm, und es gibt wohl niemanden, der die rund 20.000 im Mittelmeerraum erhaltenen, oft prachtvollen Stücke besser kennt.“

Ein weiteres Spezialgebiet Kochs war die Archäologie Albaniens. Er bereiste das Land zwischen 1982 und 1990 mehrmals und publizierte ausgiebig. Viele Kulturdenkmäler wurden dadurch erstmals in westeuropäischer Literatur beschrieben. Eine Fotoausstellung in Marburg 1985 gilt als erste Ausstellung zur albanischen Archäologie im Westen.
Er war mit der Iranistin Heidemarie Koch (1943–2022) verheiratet.